# 常滑市立青海中学校
常滑市立青海中学校（とこなめしりつ せいかいちゅうがっこう）は、愛知県常滑市金山字南平井にある公立中学校。

## 沿革
- 1947年4月1日 - 三和村立三和中学校、大野町立大野中学校創立。
- 1954年4月1日 - 常滑町、大野町、西浦町、鬼崎町、三和村が合併し市制施行。常滑市となる。
- 1958年9月1日 - 三和中学校、大野中学校が統合し青海中学校となったが三和教場と大野教場で別に授業をする状態であった。生徒数は629で2011年の約2倍。
- 1959年11月1日 - 現在地に市内初の鉄筋コンクリート造の校舎が完成し移転した。12月9日 校旗、校歌ができる。
- 1962年度 - 生徒数763名 当校の歴史の中で最も多い時期。1クラスあたり50名の生徒。
- 1963年9月9日 - ミルク給食が開始される 11月16日大気汚染調査のため愛知県衛生部より自記風速計 風向計等が設置された。
- 1964年6月2日 - 給食室が完成され6月17日より学校給食を開始。
- 1967年2月28日 - 現在の新館の場所に平屋で技術室が竣工。
- 1967年11月30日 - 屋内運動場竣工。
- 1969年4月28日 - 火災報知器、防犯ベルが設置され夜間の無人化が実施される。7月22日プール開き学校プール完成、近隣の小学校も授業で使用する。
- 1975年2月28日 - 北館完成。
- 1977年8月31日 - 窓枠がスチール製からアルミニウム製枠への工事が完了。
- 1986年3月7日 - 卒業記念として「ミュージックチャイム」が 設置される。
- 1988年9月24日 - パーソナルコンピュータが設置される。
- 1993年8月31日 - コンピュータ室が完成。
- 1994年5月30日 - 地域清掃活動のふるさとクリーンクリーン活動が開始される。当時は年2回実施している。
- 1998年9月5日 - 創立40周年記念講演会 講師はアトランタオリンピックバスケットボール日本代表の村上睦子　本校出身者。
- 2004年 - 生徒数は281名で青海中の歴史の中で最も少ない。
- 2008年9月19日、24日 - 学校祭でタイムカプセルに10年後の自分への手紙を入れる。

## 通学区域
- 三和小学校学区
  - 矢田、久米、金山（石坂、石田、牛位、替口、籠池、金色、江南田、三反田、四池、北山、南山、東山、西山、汐見坂、菖蒲池、新田、大曽、天皇堂、出地田、通り、乗田、八反田、平井、古道、前田、坊田、松渕、見付、森行歩、六反田、南キロ、見池）
- 大野小学校学区
  - 小倉町、晩台町、大塚町、大野町、金山（森下、大門、堀田、六治、城下、城山、西下手、油手、猿堂、西申堂、桜谷、糠子、出崎、仏供田、西丸山、東丸山、峰畑、東長峰、西長峰、玉、与平、浜道、上白田、四井池、上砂原、下砂原、八ツ廻間、西石田、長峰、丸山、屋敷、東屋敷、北平井、大屋敷、下手、脇之田、柴崎、西大曽、会下前、南平井、藤脇、藤塚、北仏供田、北大根山、南大根山、米野、北キロ、金蓮寺）、青海町（三丁目、四丁目、五丁目、六丁目、七丁目、八丁目）、西之口（四丁目の一部）

## 通学区域内の施設
- 常滑市立三和小学校
- 常滑市立大野小学校
- 名古屋鉄道常滑線
  - 西ノ口駅
  - 大野町駅
- 城山公園 大野城跡　かつて佐治氏の城があった場所 模擬天守がある [4]
- 常滑市立図書館 青海分館   青海公民館内にある

## 交通
- 名鉄常滑線
  - 西ノ口駅より徒歩約21分(1.6km)
  - 大野町駅より徒歩約23分(1.8km)

## 著名な出身者
- 村上睦子（元バスケットボール選手）